# Bảo tàng Thủy sản ở Hel
Bảo tàng Thủy sản ở Hel (tiếng Ba Lan: Muzeum Rybołówstwa w Helu) là một bảo tàng tọa lạc tại số 2 Phố Bulwar Nadmorski, Hel, Ba Lan. Bảo tàng Thủy sản ở Hel là một chi nhánh của Bảo tàng Hàng hải Quốc gia ở Gdańsk.

## Lược sử hình thành
Bảo tàng Thủy sản ở Hel được thành lập vào năm 1972. Trụ sở của Bảo tàng từ khi thành lập đến ngày nay là tòa nhà nơi trước đây từng là Nhà thờ Thánh Peter và Thánh Paul, được xây dựng vào thế kỷ 14, được mở rộng vào thế kỷ 15 và được xây dựng lại vào giữa thế kỷ 16. Sau Chiến tranh thế giới thứ hai, ngôi nhà thờ này bị bỏ hoang, và từ năm 1972, tòa nhà này thuộc sở hữu của Bảo tàng Hàng hải Quốc gia ở Gdańsk.

## Triển lãm
Các bộ sưu tập của Bảo tàng Thủy sản ở Hel hiện đang bao gồm các hiện vật và kỷ vật có liên quan đến lịch sử của Biển Baltic, nghề đánh bắt cá ở Vịnh Gdańsk và Đầm phá Vistula, lịch sử của Bán đảo Hel. Ngoài ra, khách tham quan cũng có thể tìm hiểu về các vấn đề đương đại liên quan đến kinh tế hàng hải. Trong khuông viên xung quanh Bảo tàng có một cuộc triển lãm ngoài trời về những chiếc thuyền đánh cá truyền thống.
Trong năm 2016, Bảo tàng Thủy sản ở Hel đón tiếp khoảng 38,5 nghìn khách tham quan.

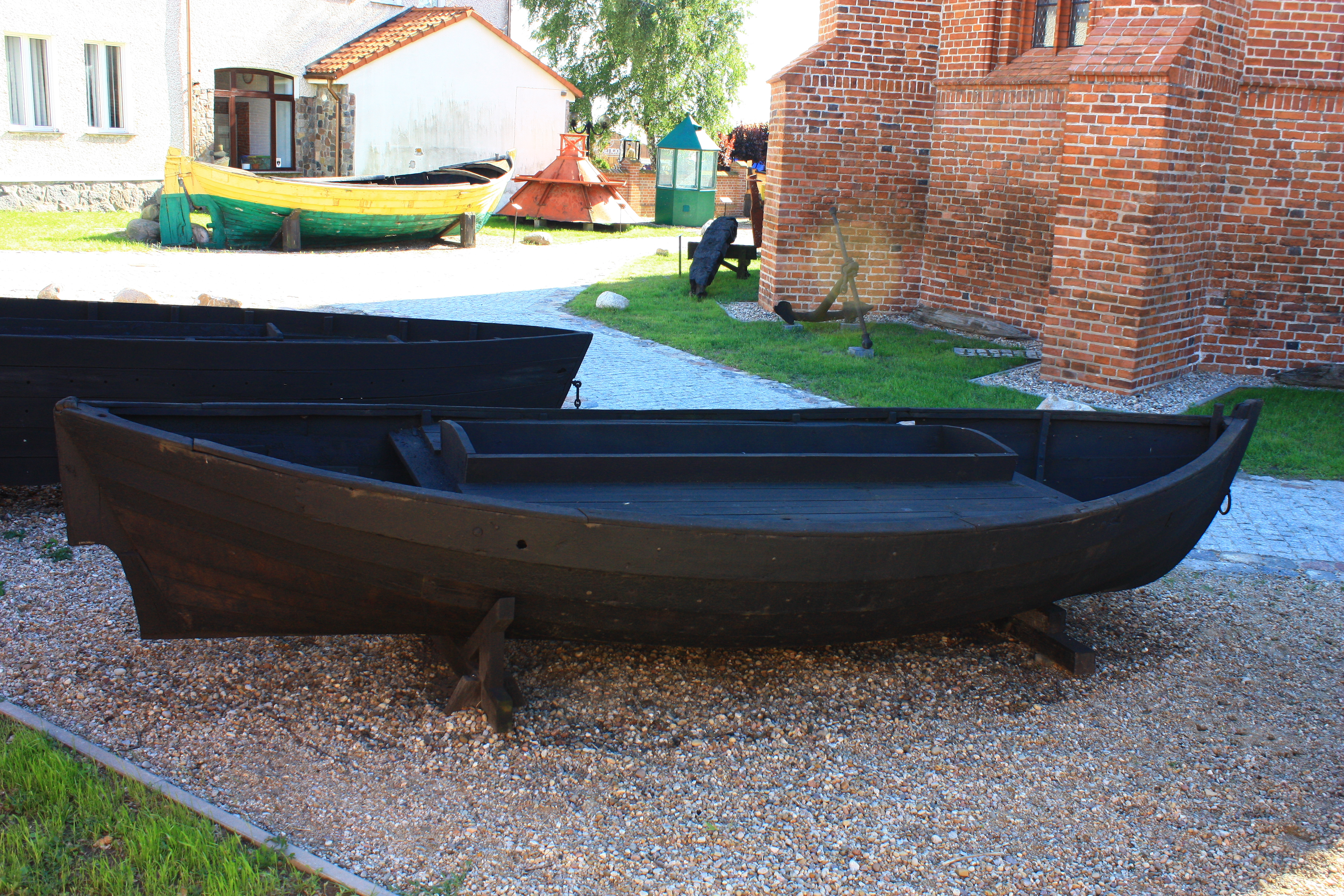
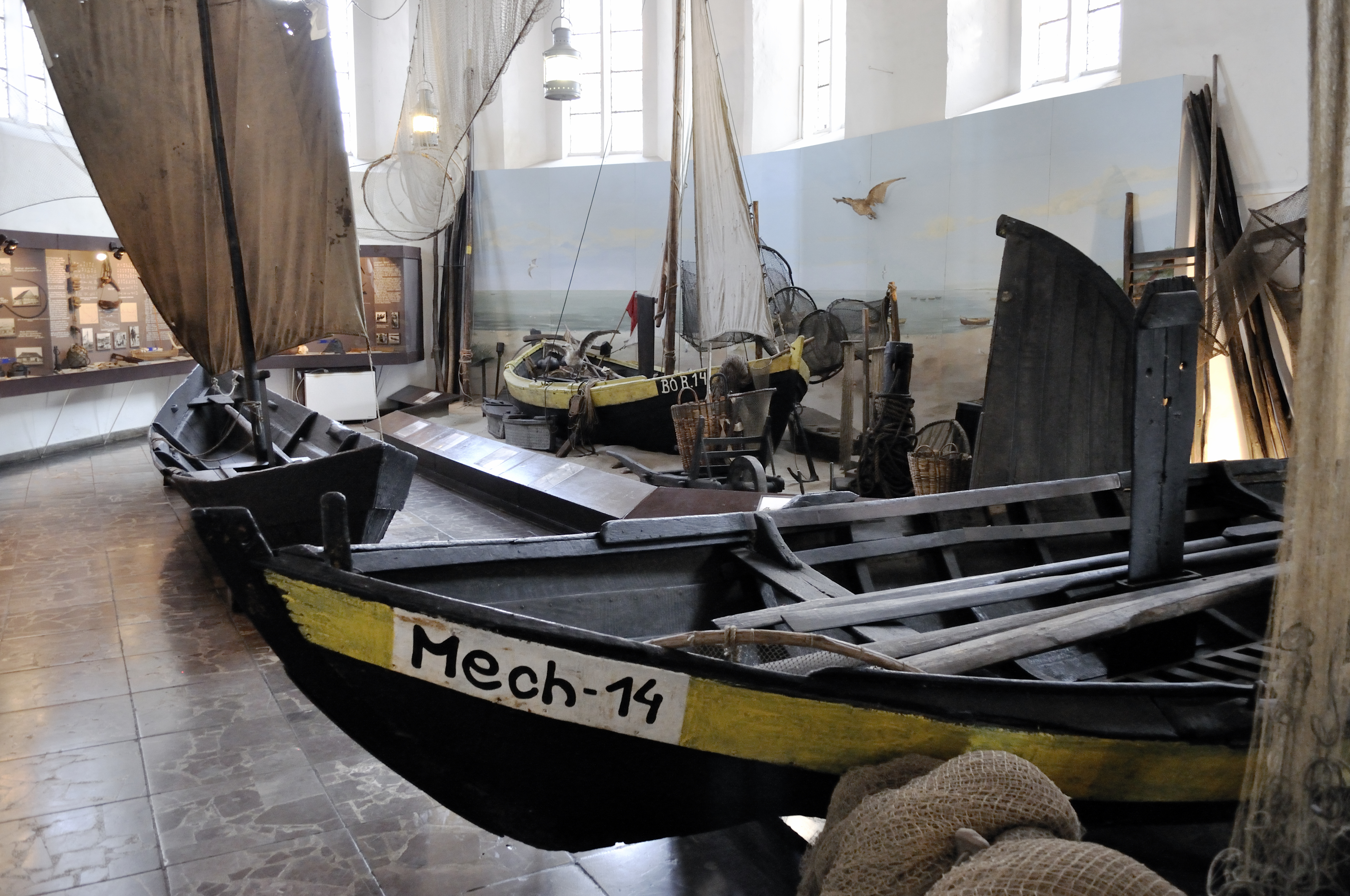
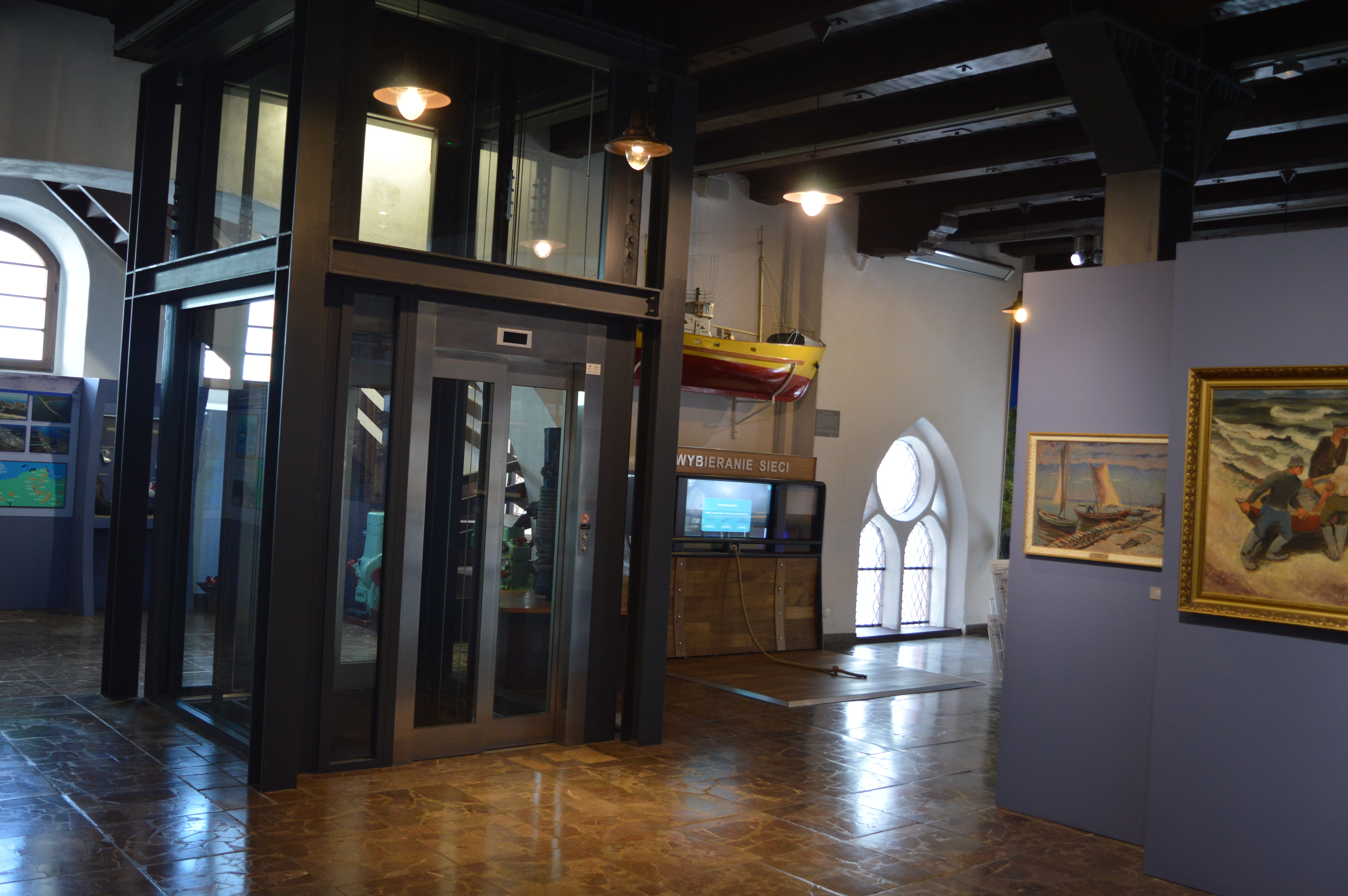
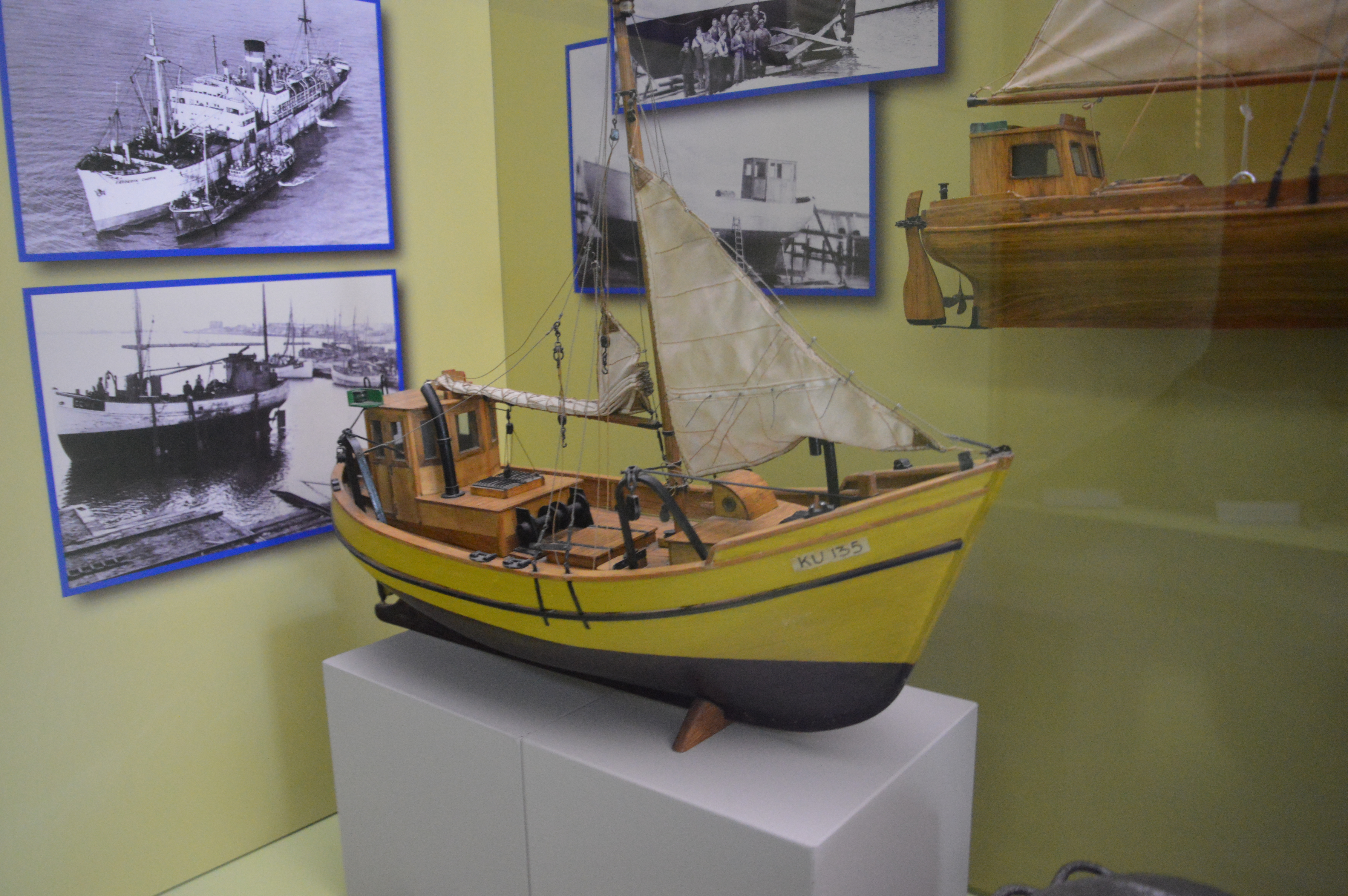
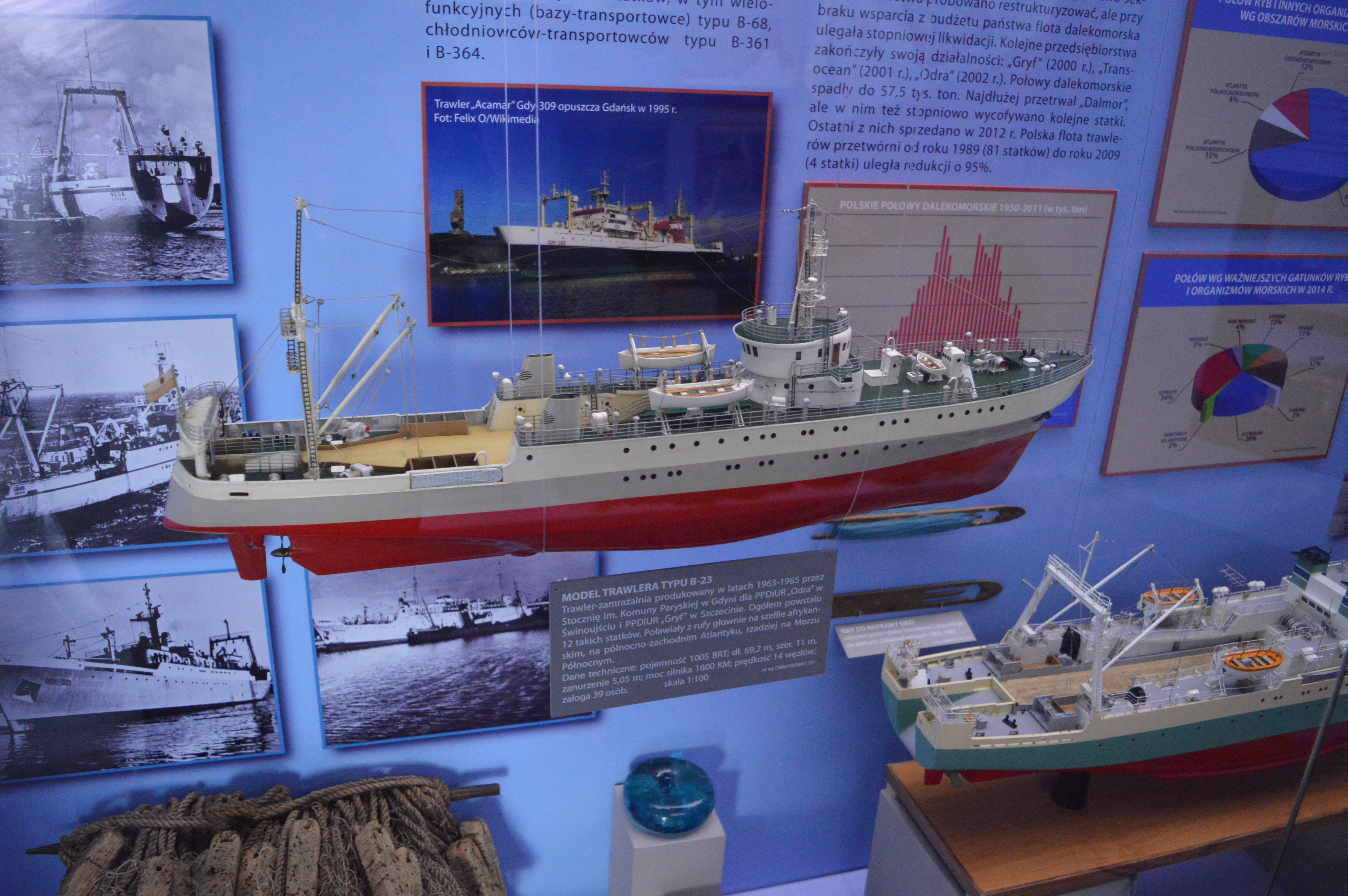
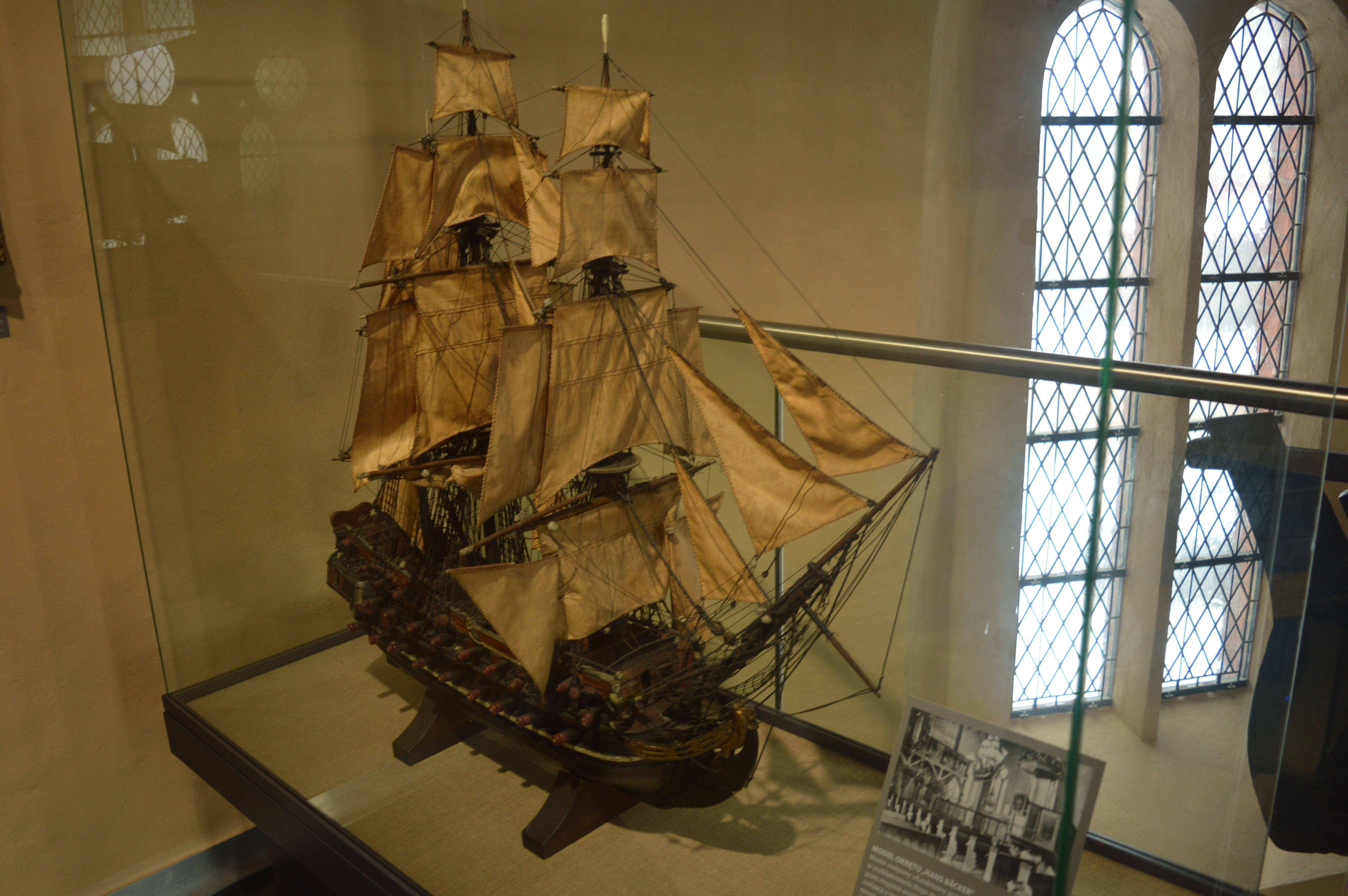
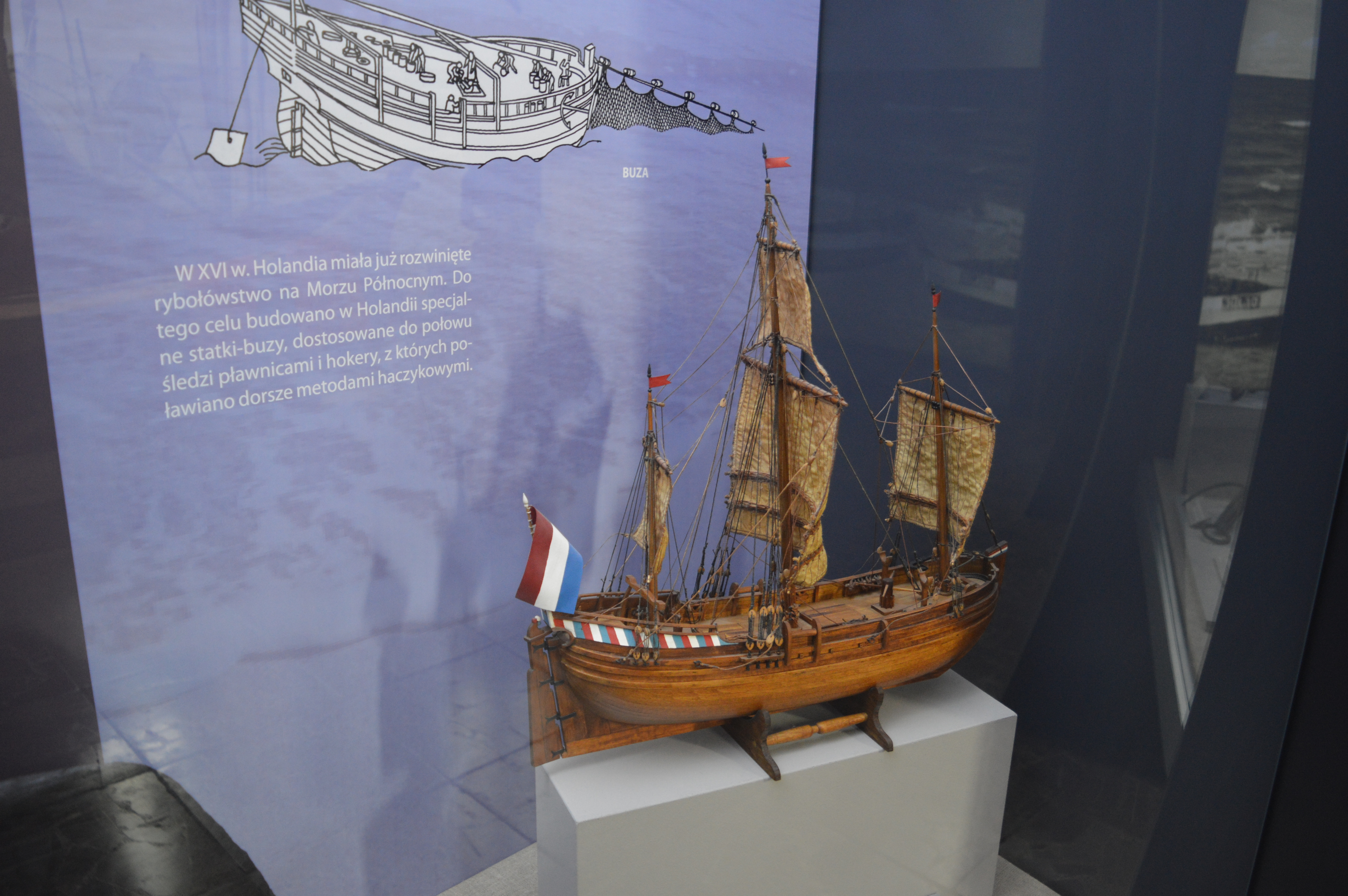